# Harvard Extension School
La Harvard Extension School (HES) es la escuela de extensión de la Universidad de Harvard en Cambridge, Massachusetts. Forma parte de la División de Educación Continua de Harvard y opera bajo la Facultad de Artes y Ciencias de Harvard. Ofrece cursos de artes liberales y profesionales, certificados académicos, títulos de grado y postgrado y un programa premédico. Fundada en 1910 para extender los recursos de Harvard a la comunidad del Gran Boston, ha evolucionado con el tiempo hasta tener un alcance global.
La escuela se dirige principalmente a estudiantes adultos y ofrece más de 900 cursos en el campus y en línea. Aunque la mayoría de los cursos son de matrícula abierta, la admisión a un programa de grado requiere notas específicas en los cursos de Harvard y la aceptación de una solicitud formal. Desde 2010, más de 500.000 estudiantes han tomado cursos en la escuela, de los cuales se estima que un 0,18% ha obtenido un título.

## Panorama académico
La Harvard Extension School, que forma parte de la Facultad de Artes y Ciencias de Harvard, ofrece más de 900 cursos en el campus y en línea, la mayoría de ellos con inscripción abierta. El número de cursos ofrecidos ha crecido continuamente a lo largo de la historia de la escuela.
Ropes, el primer decano de la escuela, dijo que "nuestro objetivo será dar a los jóvenes de Boston que hasta ahora se han visto impedidos de obtener una educación universitaria la misma instrucción que recibirían si fueran estudiantes de Harvard". En un estudio realizado en 2020 sobre los cursos de la Escuela de Extensión, el Consejo de Estudiantes de Harvard descubrió que 156 eran idénticos o casi idénticos a los cursos de la Escuela de Harvard y 95 eran equivalentes o similares, mientras que 344 eran exclusivos de la Escuela de Extensión. Una guía del New York Times afirmaba que los profesores decían que algunos cursos eran "prácticamente idénticos". Los cursos de la Facultad costaban 5.966,25 dólares cada uno en 2020, y los de la Escuela de Extensión eran un 69% menos, con 1.840 dólares.